# پوند گرنزی
پوند گرنزی (به انگلیسی: Guernsey pound) (به زبان بومی: Livre de Guernesey) یکای پول رایج در  قلمرو پیشکاری گرنزی است. مسئولیت کنترل این یکای پول برعهده وزارت خزانه داری و منابع ایالت‌های گرنزی است.